# Kleopas Giannou
Kleopas Giannou (4 de maio de 1982) é um ex-futebolista profissional grego que atuava como goleiro.

## Carreira
Kleopas Giannou representou a Seleção Grega de Futebol nas Olimpíadas de 2004, quando atuou em casa.